# トカゲギス科
トカゲギス科（学名：Halosauridae）は、ソコギス目に所属する魚類の分類群（科）の一つ。トカゲギス・クロオビトカゲギスなど、底生性の深海魚を中心に3属16種が含まれる。科名（模式属名）の由来は、ギリシア語の「hals（海）」と「sauros（トカゲ）」から。

## 分布
トカゲギス科の魚類は全世界の深海に幅広く分布し、特に太平洋・インド洋・大西洋の大陸辺縁部に多い。含まれる16種はすべて海底付近で生活し、底生性深海魚のグループとしてはソコダラ科（タラ目）・アシロ科（アシロ目）・ホラアナゴ科（ウナギ目）の仲間と並んで重要な位置を占める存在となっている。水深400mから3,000mの範囲にかけて分布する種類が多いが、トカゲギス属の1種（Aldrovandia rostrata）は約2,700～5,000mと、突出して深い生息水深をもつ。
日本近海からはトカゲギス・トゲトカゲギス・クロオビトカゲギスの3種が報告されている。このうちトカゲギス・クロオビトカゲギスの2種はいずれも南日本の太平洋岸に分布し、前者は水深2,000m以浅、後者はより深い領域に多く、深度による棲み分けが行われているとみられる。

## 生態
トカゲギス類は活発に運動して餌を探す、狩猟採集型の深海魚である。胸鰭を左右に広げ、細長い尾部を波打たせるようにして海底の直上を遊泳する。へら状に平たくなった吻（口先）で海底の砂泥を掘り起こし、主に甲殻類・貝類などの埋在動物を捕食する。一方で、同じソコギス目に属するソコギス科魚類はイソギンチャク・海綿動物・棘皮動物など、表在性の生物を摂食することが多い。系統的に近縁で、類似した生態を示す両グループであるが、食性の違いは明瞭となっている。
カライワシ上目のグループに共通する特徴として、トカゲギス類もまたレプトケファルスと呼ばれる独特の幼生期を経て成長する。

## 形態

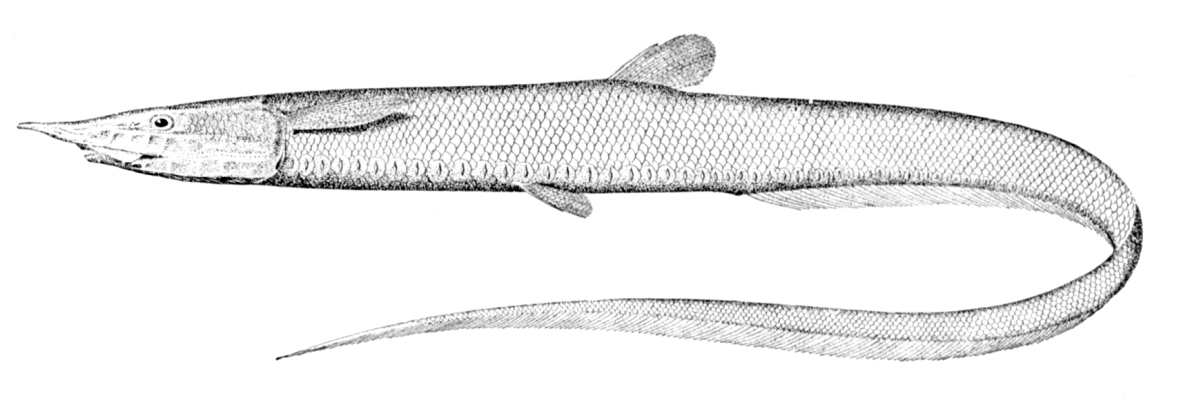
トカゲギス属の1種（Aldrovandia rostrata）。へら状に突き出した吻と、細長い体が本科の特徴。本種は水深5,000mまで分布する、トカゲギス科の最深種である

体型は細長く、体長40～170cm程度にまで成長する中・大型の魚類である。トカゲのように上下に平たく縦扁した頭部は、和名の由来にもなっている。
両顎に歯を備え、上顎は前上顎骨と主上顎骨に縁取られる。近縁のソコギス科と類似した形態をもつが、鰓膜が完全に分離すること、鱗が比較的大きく両側にそれぞれ30列以下の縦列をなすこと、背鰭は明瞭で後端は肛門よりも前方に位置することなどの特徴から鑑別される。側線はくぼみ状で、体の全長に及ぶ。
背鰭の鰭条は9-13本の軟条で構成され、棘条はもたない。胸鰭は体の高い位置にあり、臀鰭の基底は長い。鰓条骨は9-23本。

## 分類

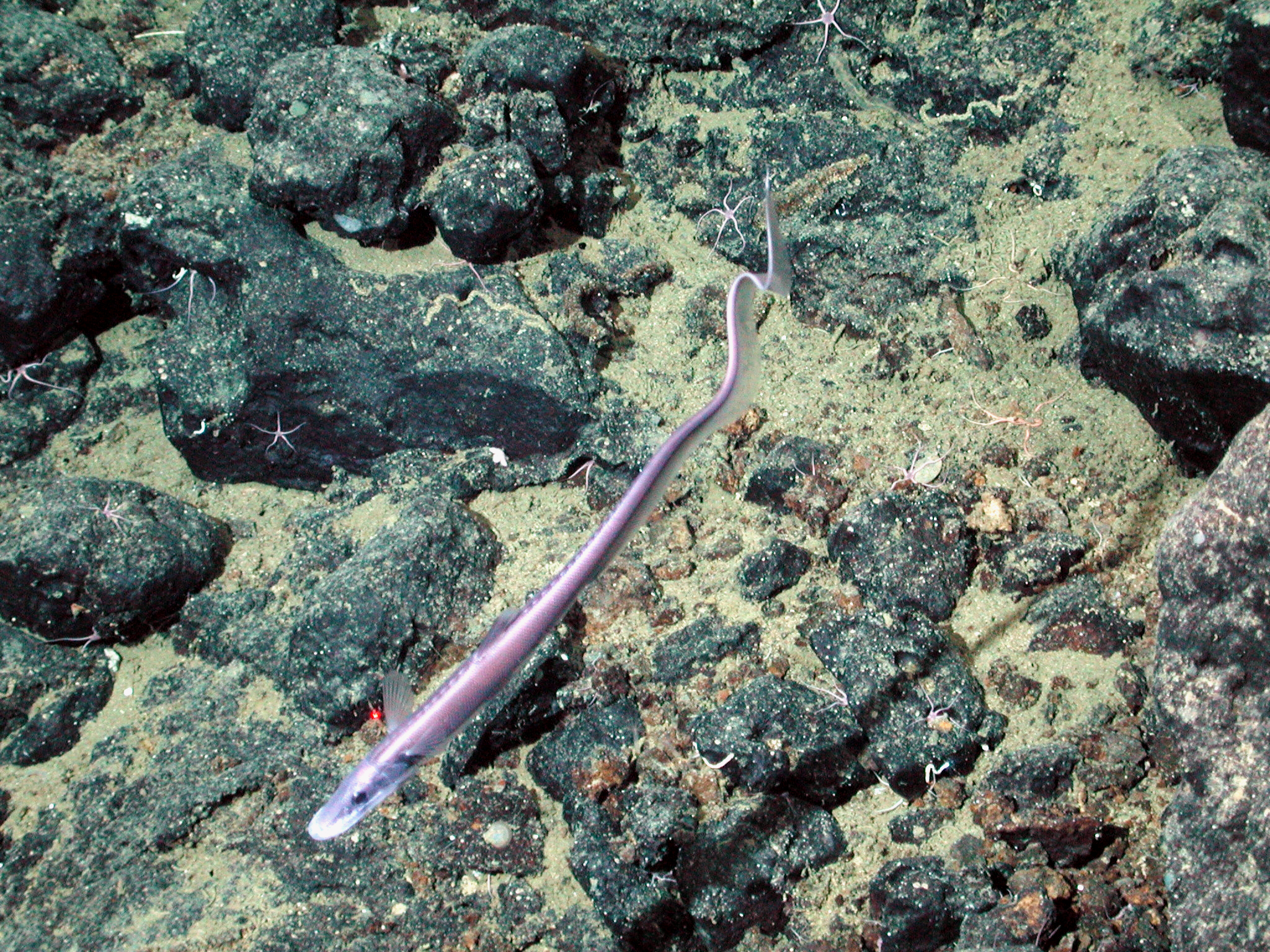
水深1,736mで観察されたトカゲギス属の1種（Aldrovandia sp.）。尾部を波打たせて前進し、平たい頭部で海底を掘り起こす

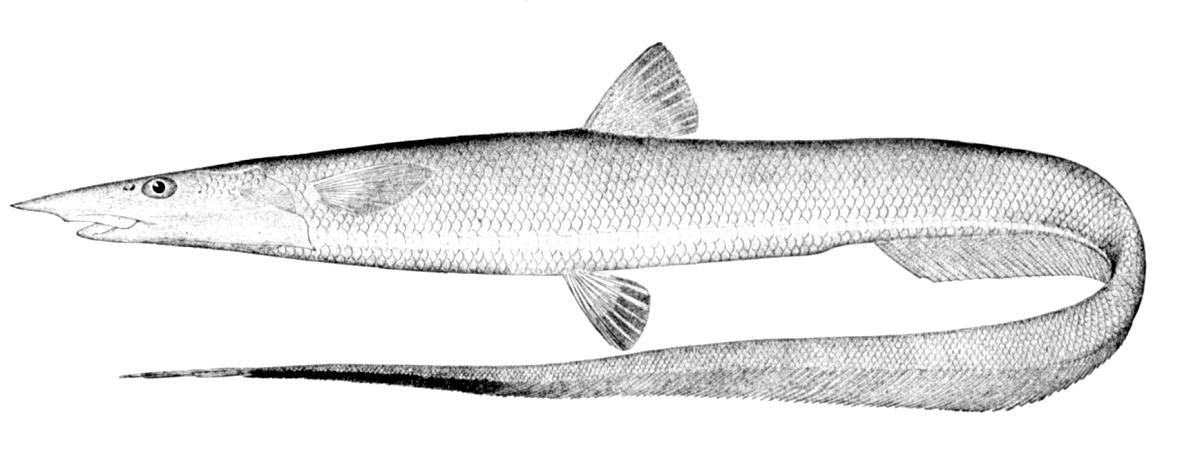
トカゲギス Aldrovandia affinis （トカゲギス属）。日本近海にも多く、底生生物を捕食する姿が観察されている

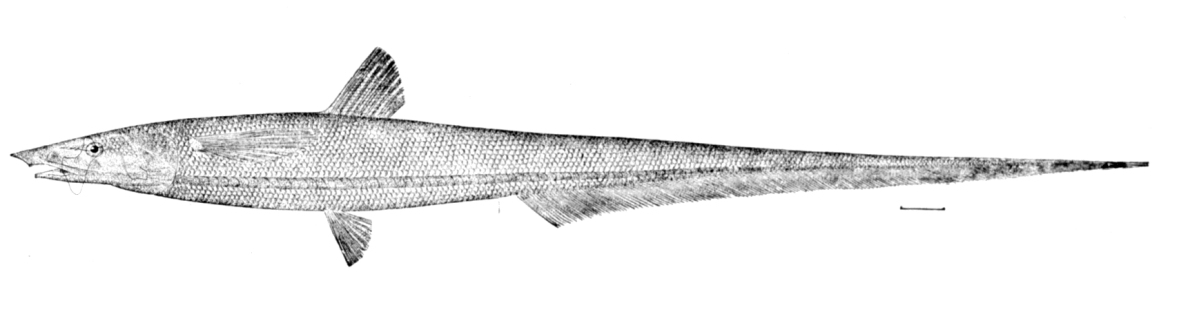
クロオビトカゲギス Halosauropsis macrochir （クロオビトカゲギス属）。トカゲギスとは異なり、側線域は黒色

トカゲギス科にはNelson（2016）の体系において、3属16種の現生種が認められている。他に、白亜紀後期の絶滅群として Echidnocephalus 属が知られ、本科魚類の最古の化石記録となっている。
Nelson（2006）の体系では、本科はソコギス科とともにソコギス亜目を構成し、ソトイワシ目の内部に含められていた。
- クロオビトカゲギス属 Halosauropsis
  - クロオビトカゲギス Halosauropsis macrochir
- トカゲギス属 Aldrovandia
  - トカゲギス Aldrovandia affinis
  - Aldrovandia gracilis
  - Aldrovandia mediorostris
  - Aldrovandia oleosa
  - Aldrovandia phalacra
  - Aldrovandia rostrata
- トゲトカゲギス属 Halosaurus
  - トゲトカゲギス Halosaurus sinensis
  - Halosaurus attenuatus
  - Halosaurus carinicauda
  - Halosaurus guentheri
  - Halosaurus johnsonianus
  - Halosaurus ovenii
  - Halosaurus pectoralis
  - Halosaurus radiatus
  - Halosaurus ridgwayi